# Ralph Neuhäuser
Ralph Neuhäuser (* 6. August 1966 in Soest) ist ein deutscher Physiker, Astronom und Hochschullehrer.

## Leben
Neuhäuser besuchte ab 1972 die Grundschule und das Gymnasium in Soest, wo er 1985 das Abitur machte. Von 1985 bis 1992 studierte er Physik an der Ruhr-Universität Bochum. Er schloss sein Studium 1992 mit dem Diplom ab bei Johannes Feitzinger. Dann wechselte er an das Max-Planck-Institut für extraterrestrische Physik (MPE) in Garching bei München, wo er 1996 bei Gregor Morfill und Rolf-Peter Kudritzki promovierte mit einer Arbeit zum Thema ROSAT-Durchmusterung der Taurus-Auriga-T-Assoziation. Neuhäuser arbeitete bis 2003 am MPE. Von 1997 bis 2002 leitete er dort die Stern- und Planetengruppe. Außerdem nahm er von 1998 bis 2002 Lehraufgaben an der Ludwig-Maximilians-Universität München wahr. 2003 habilitierte er sich dort auf dem Gebiet der Astronomie mit einer Arbeit zum Thema Junge nahe Sterne und sub-stellare Begleiter. Seit 2003 ist er Professor für Astrophysik und Direktor  des Astrophysikalischen Instituts und der Universitäts-Sternwarte der Friedrich-Schiller-Universität Jena.

## Forschungsinteressen
Neuhäuser forscht auf den Gebieten der Sternentstehung, der braunen Zwerge und der Planeten. Er untersucht die Aktivität und die Röntgenstrahlung von jungen und mittelalten Neutronensternen. Außerdem beschäftigt er sich mit der Geschichte der arabischen Astronomie, mit der Sonnenaktivität und der Bedeutung historischer Beobachtungen für astronomische Fragestellungen von heute (Terra-Astronomie).
Neuhäuser war Antragsteller und Teilprojektleiter für mehrere von der Deutschen Forschungsgemeinschaft (DFG) geförderte Projekte, darunter
- 2003–2005: High-Signal-to-Noise Spectroscopy of UMa Stream Members
- 2003–2007: Enge stellare und sub-stellare Begleiter bei jungen Sternen
- 2003–2014: Interpretation von Gravitationswellensignalen (C02)
- 2004–2005: Bestätigung von Begleiterkandidaten durch 2. Aufnahme
- 2006–2009: Confirmation of sub-stellar companion candidates
- 2006–2010: Ground-based astrometric planet detection and confirmations
- 2007–2014: Populationen astrophysikalischer Quellen (C07)
- 2008–2013: Direct detection of sub-stellar companions around young stars and integral-field infrared spectroscopy
- 2009–2013: Magnetic fields of low-mass pre-main-sequence stars and Brown Dwarfs
- 2010–2011: Photometric follow-up of the first young planetary transit candidate
- 2010–2011: Spectroscopy of new eclipsing binaries in young Tr-37 cluster
- 2010–2011: Confirmation of periodic variations in transit timing of Wasp-3b
- 2010–2011: High-precision follow-up of transit-timing variation of WASP-10b
- 2010–2011: Doppler follow-up of the first young planetary transit candidate
- 2010–2013: The formation zone of Jupiter-like planets – full young planetary systems
- 2010–2014: Architecture of Selected Planetary Systems: III. Direct Imaging Search for Outer Planets
- 2010–2014: Direct detection of Jovian planets around young solar analogs and their atmospheres
- 2010–2016: Young transiting planets
- 2011–2012: High-precision transit timing of exoplanet WASP-14b
- 2011–2012: High-precision transit timing of exoplanet WASP-12b
- 2011–2012: Sub-millimagnitude photometry of WASP-10b transits
- 2011–2012: Solving SB orbits of new young eclipsing spectroscopic binaries in Tr-37
- 2011–2014: Magnetare (B09*)
- 2012–2013: Transit timing of exoplanet WASP-12b
- 2013–2014: Suche nach OB-Schnellläufersternen in Supernovaüberresten
- 2015–2016: Suche nach OB Runaway Sternen in Supernova Überresten
- 2017–2021: Supernovae in Doppelsternen, Schnellläufersterne, Neutronensternkicks und kinematische Alter
- 2017–2022: Beobachtung und Modelierung junger Transit-Planeten
- seit 2020: Identifizierung von Schnellläufersternen und Neutronensternen aus Supernovae und dynamischer Interaktion[8]

Neuhäuser hat mehr als 500 Publikationen verfasst. Sein h-Index liegt bei 50.

## Familie
Neuhäuser ist verheiratet mit der Anthropologin und Autorin Dagmar L. Neuhäuser. Zusammen mit seiner Frau verfasst er zahlreiche Artikel, besonders die geschichtlichen Aspekte der Astronomie betreffend. Das Ehepaar gründete das Projekt Terra-Astronomie, das sich mit dem Einfluss historischer astronomischer Beobachtungen auf die heutige Astronomie beschäftigt.

## Veröffentlichungen (Auswahl)
- Mit Dagmar L. Neuhäuser: The shifting hues of Betelgeuse, 2023, Astronomy & Geophysics 64(1):1.38-1.42
- Neuhäuser, Ralph et al.: Colour evolution of Betelgeuse and Antares over two millennia, derived from historical records, as a new constraint on mass and age. Monthly Notices of the Royal Astronomical Society 516.1 (2022): 693-719.
- Mit Dagmar L. Neuhäuser: Arguments for a comet as cause of the Hopewell airburst are unsubstantiated, 2022, Scientific Reports volume 12, Article number: 12090 online
- Mit Dagmar L. Neuhäuser: Sunspot Observations by Simon Marius in Simon Marius and His Research, 2018, Springer, ISBN 978-3-319-92620-9
- Mit C. Ginski, T.O.B. Schmidt, M. Mugrauer: Further deep imaging of HR 7329 A (η Tel A) and its brown dwarf companion B*, 2011, Mon. Not. R. Astron. Soc. online
- Mit Jan Forbrich: The Corona Australis Star Forming Region in Handbook of Star Forming Regions Vol. II, Astronomical Society of the Pacific, 2008 online
- Mit M. Mugrauer, M. Fukagawa, G. Torres, T. Schmidt: Direct detection of exoplanet host star companion γ Cep B and revised masses for both stars and the sub-stellar object, 2007, A&A, Volume 462, Number 2 online
- Mit E. W. Guenther, G. Wuchterl, M. Mugrauer, A. Bedalov, P. H. Hauschildt: Evidence for a co-moving sub-stellar companion of GQ Lup*, 2005, A&A 435, L13–L16 online
- Mit Beate Stelzer: X-ray Emission from Old and Intermediate Age Brown Dwarfs, 2003, Brown Dwarfs, Proceedings of IAU Symposium #211, held 20-24 May 2002 at University of Hawaii, Honolulu, Hawaii online
- Mit U. Panne, R. Niessner, G. Petrucci, P. Cavalli, N. Omenetto: Online and in-itu detection of lead aerosols by plasmaspectroscopy and laserexcited atomic fluorescence spectroscopy, 1997, Analytica Chimica Acta, Volume 346